# Sakuragawa

Sakuragawa (桜川市 Sakuragawa-shi?) este un municipiu din Japonia, prefectura Ibaraki.